# Natação nos Jogos Pan-Americanos de 2011 - 400 m medley masculino
As competições dos 400 metros medley masculino da natação nos Jogos Pan-Americanos de 2011 foram realizadas no dia 15 de outubro no Centro Aquático Scotiabank, em Guadalajara.

## Medalhistas
| Ouro   | BRA Thiago Pereira  |
| Prata  | USA Conor Dwyer     |
| Bronze | USA Robert Margalis |

## Recordes
Antes desta competição, os recordes mundiais e olímpicos da prova eram os seguintes:
| Tipo                             | Atleta             | Tempo   | Local          | Data                 | Ref |
| -------------------------------- | ------------------ | ------- | -------------- | -------------------- | --- |
|                                  | USA Michael Phelps | 4m03s84 | Pequim         | 10 de agosto de 2008 | ver |
| Recorde dos Jogos Pan-Americanos | BRA Thiago Pereira | 4m11s14 | Rio de Janeiro | 17 de julho de 2007  | ver |

## Resultados

### Eliminatórias
| Pos. | Bateria | Raia | Nadador           | País               | Tempo   | Obs. |
| ---- | ------- | ---- | ----------------- | ------------------ | ------- | ---- |
| 1    | 2       | 5    | Conor Dwyer       | USA Estados Unidos | 4:24.98 | QA   |
| 2    | 2       | 4    | Thiago Pereira    | BRA Brasil         | 4:26.27 | QA   |
| 3    | 1       | 4    | Robert Margalis   | USA Estados Unidos | 4:29.70 | QA   |
| 4    | 2       | 3    | Esteban Enderica  | ECU Equador        | 4:31.15 | QA   |
| 5    | 2       | 6    | Ezequiel Trujillo | MEX México         | 4:31.31 | QA   |
| 6    | 1       | 6    | Esteban Paz       | ARG Argentina      | 4:34.08 | QA   |
| 7    | 1       | 5    | Diogo Yabe        | BRA Brasil         | 4:34.18 | QA   |
| 8    | 1       | 3    | Liam Dias         | CAN Canadá         | 4:37.60 | QA   |
| 9    | 1       | 2    | Eddy Marín        | VEN Venezuela      | 4:38.88 | QB   |
| 10   | 2       | 2    | Diego Castillo    | PAN Panamá         | 4:45.31 | QB   |
| 11   | 2       | 7    | Joel Romeu        | URU Uruguai        | 4:53.76 | QB   |

### Final B
| Pos. | Raia | Nadador        | País          | Tempo   | Obs. |
| ---- | ---- | -------------- | ------------- | ------- | ---- |
| 1    | 5    | Diego Castillo | PAN Panamá    | 4:40.04 |      |
| 2    | 4    | Eddy Marín     | VEN Venezuela | 4:40.08 |      |

### Final A
| Pos.              | Raia | Nadador           | País               | Tempo   | Obs. |
| ----------------- | ---- | ----------------- | ------------------ | ------- | ---- |
| Medalha de ouro   | 5    | Thiago Pereira    | BRA Brasil         | 4:16.68 |      |
| Medalha de prata  | 4    | Conor Dwyer       | USA Estados Unidos | 4:18.22 |      |
| Medalha de bronze | 3    | Robert Margalis   | USA Estados Unidos | 4:24.88 |      |
| 4                 | 6    | Esteban Enderica  | ECU Equador        | 4:26.43 |      |
| 5                 | 2    | Ezequiel Trujillo | MEX México         | 4:30.02 |      |
| 6                 | 8    | Liam Dias         | CAN Canadá         | 4:34.11 |      |
| 7                 | 1    | Diogo Yabe        | BRA Brasil         | 4:35.66 |      |
| 8                 | 7    | Esteban Paz       | ARG Argentina      | 4:37.67 |      |

Legenda
| Recorde mundial                  | Recorde mundial (World record)               |                       | Recorde africano                      | Recorde africano (African) |                                           | Q | Classificado por posição (Qualified) |
| Recorde dos Jogos Pan-Americanos | Recorde pan-americano (Pan-American record)  | Recorde da América    | Recorde da América (Americas)         | q                          | Classificado por melhor tempo (Qualified) |   |                                      |
| Melhor marca do ano              | Melhor marca do ano (World leading)          | Recorde asiático      | Recorde asiático (Asian)              | DNS                        | Não largou (Did not start)                |   |                                      |
| Recorde nacional                 | Recorde nacional (National record)           | Recorde europeu       | Recorde europeu (European)            | DNF                        | Não terminou (Did not finish)             |   |                                      |
| Recorde pessoal                  | Recorde pessoal do atleta (Personal best)    | Recorde da Oceania    | Recorde da Oceania (Oceania)          | DSQ / DQ                   | Desclassificado (Disqualified)            |   |                                      |
| Recorde da temporada             | Recorde da temporada do atleta (Season best) | Recorde sul-americano | Recorde sul-americano (South America) | NM                         | Sem marca (No mark)                       |   |                                      |